# Tyler Mane

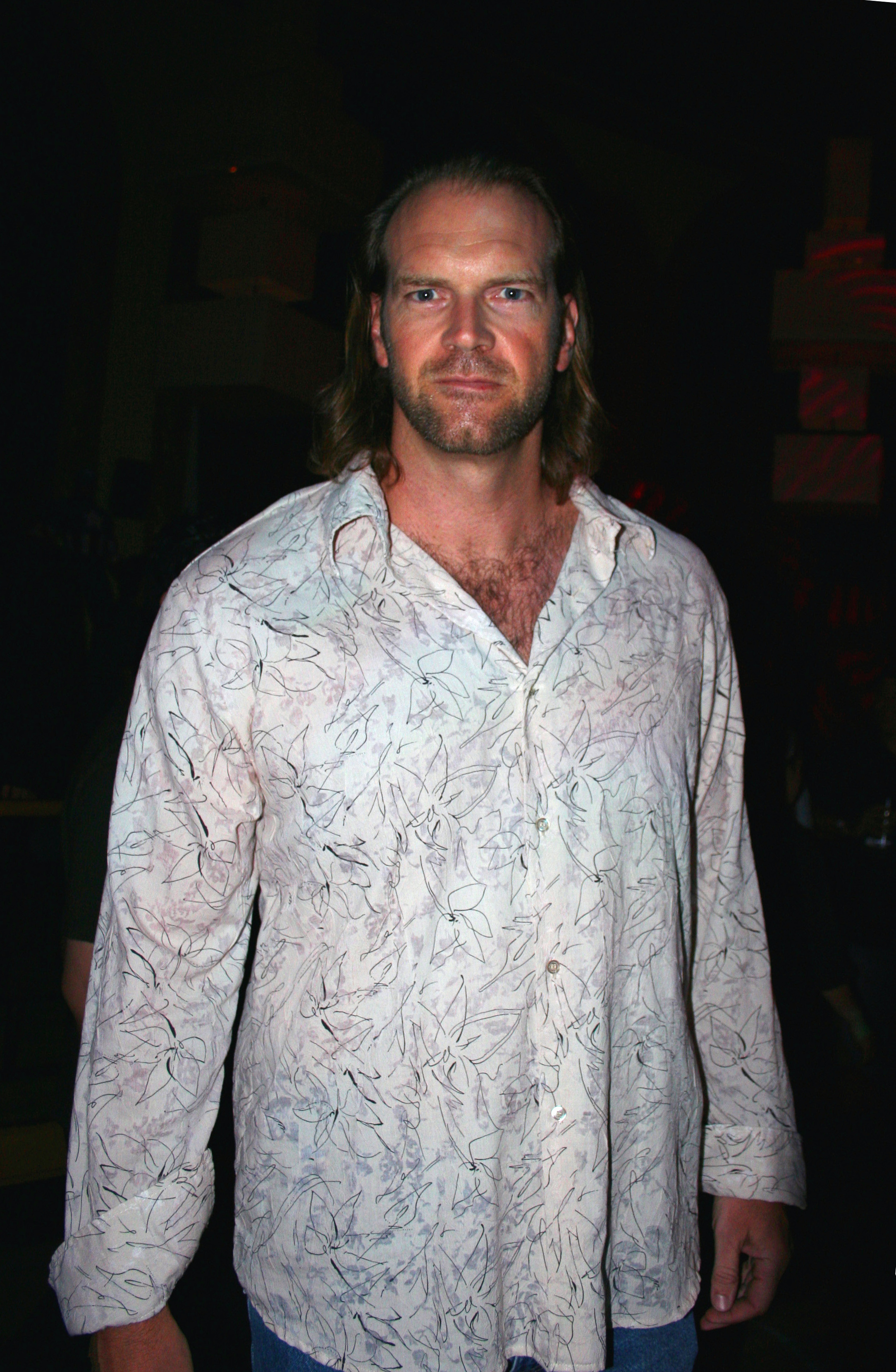
Tyler Mane en 2006.

Tyler Mane, nacido como Daryl Karolat (Saskatoon, 8 de diciembre de 1966), es un actor y exluchador profesional canadiense. Es conocido por interpretar a Michael Myers en los remakes de Halloween y Halloween II, y a Sabretooth (Dientes de Sable) en X-Men.

## Biografía
Sus 2,06 m (6′ 9″) de altura y sus 135 kg (297 lb) le facilitaron la entrada en el mundo de la lucha libre profesional. Permaneciendo en ella entre 1989 y 1996. Mane comenzó su carrera en la lucha libre profesional en la World Championship Wrestling (WCW) en 1989 con el nombre de "Nitron" a veces acortado como "Nitro" que era el guardaespaldas de Woman. En 1991 llegó a México para la Empresa Mexicana de Lucha Libre y el recién creado Consejo Mundial de Lucha Libre, durante el tiempo que estuvo en México participó en la película Luchadores de las estrellas interpretando al villano de la película (El Vampiro Interespacial). Cambió varios nombres en el ring finalizando su carrera bajo el nombre de Big Sky, haciendo equipo en parejas con Vinnie Vegas (Kevin Scott Nash). Después de que Vinnie dejara la WCW para convertirse en "Diésel" en la WWF, Mane se retiró del wrestling.
Tras retirarse de la lucha, apareció en la miniserie de Hércules (en el papel de Antaeus), en X-Men como Dientes de Sable (curiosamente el papel de Dientes de Sable había sido pensado inicialmente para Kevin Nash), y en Troya como Ayax el Grande, al lado de Brad Pitt y Eric Bana.
En 2007, formó parte del elenco de Halloween: El origen, interpretando a Michael Myers, y en 2009 en su secuela, H2: Halloween 2.

## Vida personal
Estuvo casado con Jean Goertz desde 1988 a 2003. Y desde 2007 está casado con la actriz Renae Geerlings.

## Filmografía

### Cine
| Año  | Título                         | Personaje                | Notas                 |
| ---- | ------------------------------ | ------------------------ | --------------------- |
| 1992 | Luchadores de las Estrellas    | El Vampiro Interespacial | Papel debutante       |
| 2000 | X-Men                          | Sabretooth               | Rol Secundario        |
| 2001 | How to Make a Monster          | Hardcore                 |                       |
| 2001 | Joe Dirt                       | Bondi, Oil Rig Worker    |                       |
| 2002 | The Scorpion King              | Jefe bárbaro             | Cameo                 |
| 2002 | Black Mask 2: City of Masks    | Thorn                    |                       |
| 2004 | Troya                          | Áyax el Grande           |                       |
| 2005 | The Devil's Rejects            | Rufus                    | Cameo                 |
| 2007 | Halloween                      | Michael Myers            |                       |
| 2009 | Halloween II                   | Michael Myers            |                       |
| 2010 | Gunless                        | Jack Smith               |                       |
| 2011 | 247°F                          | Wade                     |                       |
| 2013 | Devil May Call                 | John Reed Smith          |                       |
| 2014 | Compound Fracture              | Michael Woolfsen         | Productor y guionista |
| 2015 | Take 2: The Audition           | Hal Wolfe                |                       |
| 2017 | Check Point                    | Deputy Stacks            | Productor asociado    |
| 2017 | Victor Crowley                 | Bernard                  |                       |
| 2018 | Abnormal Attraction            | Bernie the Cyclops       |                       |
| 2018 | Entrenchment                   | Andrew Woodsman          |                       |
| 2018 | Psychosis                      | Jared McLaren            |                       |
| 2019 | The Silent Natural             | Tommy McCarthy           |                       |
| 2019 | East Texas Oil                 | Thurman Dial             |                       |
| 2019 | Slayer: The Repentless Killogy | Tyler                    |                       |
| 2019 | Jugando con fuego              | Axe                      |                       |
| 2020 | Penance Lane                   | Crimson Matthews         | Productor             |
| 2020 | Bring Me a Dream               | The Sandman              |                       |
| 2020 | Entrenchment                   | Andrew Woodsman          |                       |
| 2024 | Deadpool & Wolverine           | Sabretooth               | Cameo                 |

### Televisión
| Año       | Serie            | Personaje                 | Notas                 |
| --------- | ---------------- | ------------------------- | --------------------- |
| 1992      | Starfighters     | El Vampiro Interespacial  |                       |
| 1999      | Party of Five    | Mr. Mayhem                |                       |
| 2002      | Son of the Beach | Adolf Manson              | 2 episodios           |
| 2005      | Hércules         | Anteo                     | 1 episodio, miniserie |
| 2006      | Monk             | Dirk                      | 1 episodio            |
| 2014      | The Librarians   | El minotauro              | 1 episodio            |
| 2017      | Midnight, Texas  | Faceless Supernatural     | 1 episodio            |
| 2018      | Half Untold      | Bayonne                   | 1 episodio            |
| 2021      | Knight's End     |                           | 1 episodio            |
| 2021      | Jupiter's Legacy | Blackstar                 | Elenco recurrente     |
| 2022-2023 | Doom Patrol      | Torminox / Richard Brinke | 3 episodios           |